# Swertia leducii
Swertia leducii är en gentianaväxtart som beskrevs av Adrien René Franchet. Swertia leducii ingår i släktet Swertia och familjen gentianaväxter. Inga underarter finns listade i Catalogue of Life.